# Philippe de Médicis
 (décembre 2018).
Si vous disposez d'ouvrages ou d'articles de référence ou si vous connaissez des sites web de qualité traitant du thème abordé ici, merci de compléter l'article en donnant les références utiles à sa vérifiabilité et en les liant à la section « Notes et références ».
Pour les autres membres de la famille, voir Maison de Médicis.
Philippe de Médicis,  grand-prince de Toscane (en italien : Filippo de' Medici, Gran principe di Toscana), né le 20 mai 1577 et mort le 29 mars 1582, est un prince de la maison de Médicis. Dernier fils de François Ier de Médicis et de Jeanne d'Autriche, il est héritier du grand-duché de Toscane et grand-prince de Toscane.
Connu à la cour comme Don Filippino, il meurt à l'âge de 4 ans.